# Jatibarang (ort i Indonesien)
Jatibarang är en ort i Indonesien.   Den ligger i provinsen Jawa Barat, i den västra delen av landet, 160 km öster om huvudstaden Jakarta. Jatibarang ligger 12 meter över havet och antalet invånare är 73 010.
Terrängen runt Jatibarang är mycket platt. Runt Jatibarang är det mycket tätbefolkat, med 1 056 invånare per kvadratkilometer. Närmaste större samhälle är Indramayu, 16,5 km norr om Jatibarang. Trakten runt Jatibarang består till största delen av jordbruksmark.